# Visé
Visé (neerlandeză Wezet, valonă Vizé) este un oraș francofon din regiunea Valonia din Belgia. Orașul se află la jumătatea distanței dintre Liège și Maastricht la frontiera belgiano-olandeză. Comuna este formată din localitățile Visé, Argenteau, Cheratte, Lanaye, Lixhe și Richelle. Suprafața totală este de 27,99 km². La 1 ianuarie 2008 comuna avea o populație totală de 16.903 locuitori. 